# Body Varial

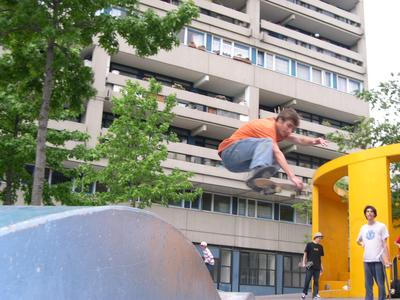
Een skater die bezig is met een Body Varial.

Een Body Varial is een skateboardtruc. Het houdt in dat het skateboard op zijn plek blijft en de skateboarder los van het skateboard een halve draai maakt in de lucht en met de voeten verkeerd om terug op het skateboard landt. Deze kan ook met hele draai uitgevoerd worden, dan wordt het een 360° Body Varial genoemd. 

## Combinatie
Een body varial kan ook in combinatie gedaan worden met andere trucs, zoals flip trucs. Als men het skateboard een kickflip laat draaien, en zelf een halve draai maakt terwijl het skateboard op zijn plek blijft, wordt het een kickflip body varial genoemd. Deze truc staat ook wel bekend als Sex Change. Als een body varial met een heelflip gecombineerd wordt, staat het ook bekend als Disco Flip.

## Objecten
Deze truc kan ook gedaan worden over/onder een object door. Als men het skateboard onder een object door laat rijden, en er zelf met een halve draai overheen gaat, wordt dit een Hippie Twist genoemd. Tevens kan deze natuurlijk ook met een hele draai uitgevoerd worden, dan zou het een 360° Hippie Twist heten.